# Shim Suk-hee
Shim Suk-hee (n. 30 ianuarie 1997, Gangneung, Coreea de Sud) este o sportivă ce a reprezentat Coreea de Sud, medaliată olimpică. A participat la o ediție a Jocurilor Olimpice (2014) în care a câștigat o medalie de aur, o medalie de argint și o medalie de bronz.